# 化學工程科學
《化學工程科學》（英語：Chemical Engineering Science）是一部涵蓋化學工程各個領域的同行評審科學期刊。由愛思唯爾出版，創刊於1951年，主編為昆士蘭大學的A.P.J. Middelberg。

## 摘要和索引
該期刊的摘要和索引如下：
- BIOSIS
- Chemical Abstracts
- Current Contents（英语：Current Contents）
- Science Citation Index
- Ei Compendex
- FLUIDEX（英语：FLUIDEX）
- Inspec（英语：Inspec）
- PASCAL (database)（英语：PASCAL）
- Scopus

根據期刊引證報告，該期刊2019年影響因子為3.871。

## 外部連結
- 官方网站